# Tianzhou 2
Tianzhou 2 – drugi lot chińskiego automatycznego statku transportowego Tianzhou. Wystrzelony 29 maja 2021 roku rakietą Chang Zheng 7 w kierunku modułu Tianhe.  Po około ośmiu godzinach statek dotarł do modułu stacji Tianhe i do niej zadokował, zupełnie w automatycznym trybie. 

## Misja
Celem misji jest dostarczenie zaopatrzenia dla przyszłej załogi, sprzętu potrzebnego do rozbudowy stacji, w tym skafandry kosmiczne do przeprowadzenia pierwszych spacerów - łącznie 160 dużych i małych pakunków. Na pokładzie Tianzhou 2 znalazły się też zbiorniki z prawie 2 tonami paliwa do manewrów orbitalnych. Statek pozostanie zadokowany do modułu Tianhe podczas przylotu pierwszej załogowej misji Shenzhou 12.